# 柳营路
柳营路是中国上海市靜安區和虹口區境內的東西走向道路，全长2700米，分為兩段，西段西起滬太路，東至談家橋路。東段西起普善路，東至同心路以及八字橋並與水電路相交。道路由於位於歷史上的柳营河北岸，而且清末民初时，有一處军营也位於柳营河北岸（現今共和新路西側），軍營又雅称柳营，所以道路得名柳營路，河流也得名柳营河。
1923年，沪北工巡捐局率先修建柳營路的一段煤渣道路，當時长1922米。1927年，上海特别市工务局又在1917年农民自筑的一條泥路路基上铺上煤渣．這段又成为柳營路的一部分。1960年，道路的一段改為柏油馬路，其餘道路仍为煤渣路。1981年至1983年，全路翻建和拓宽。